# Tứ Trưng
Tứ Trưng là một thị trấn thuộc huyện Vĩnh Tường, tỉnh Vĩnh Phúc, Việt Nam.

## Địa lý
Thị trấn Tứ Trưng nằm ở phía đông huyện Vĩnh Tường, có vị trí địa lý:
- Phía đông giáp huyện Yên Lạc
- Phía tây giáp thị trấn Vĩnh Tường và xã Tam Phúc
- Phía nam giáp xã Ngũ Kiên và xã Phú Đa
- Phía bắc giáp xã Vân Xuân và xã Vũ Di.

Thị trấn có diện tích 4,97 km², dân số năm 2009 là 7.177 người, mật độ dân số đạt 1.444 người/km².

## Lịch sử
Trước đây, Tứ Trưng là một xã thuộc huyện Vĩnh Tường.
Ngày 23 tháng 11 năm 1995, một phần diện tích của xã Tứ Trưng (3,348 ha) được điều chỉnh về thị trấn Vĩnh Tường mới thành lập.
Ngày 23 tháng 9 năm 2009, Chính phủ ban hành Nghị quyết số 46/NQ-CP. Theo đó, thành lập thị trấn Tứ Trưng trên cơ sở toàn bộ 497,47 ha diện tích tự nhiên và 7.177 người của xã Tứ Trưng.